# Tibor Pleiss
Tibor Pleiss (aussi orthographié Pleiß), né le 2 novembre 1989 à Bergisch Gladbach, est un joueur allemand de basket-ball. Il évolue au poste de pivot.

## Carrière sportive
Pleiss est formé au club des Cologne 99ers où il joue de 2006 à 2009. Durant cette période il joue en EuroCoupe. En 2009, il rejoint le Brose Baskets pour une année avant d'être sélectionné à la draft 2010 de la NBA à la 31e place par la franchise des Nets du New Jersey.
International allemand, il joue lors du Championnat d'Europe 2009 après avoir, plus jeune, joué lors du Championnat d'Europe des 18 ans et moins 2007 et le Championnat d'Europe des 20 ans et moins 2008 et 2009.
À l'été 2012, Pleiss signe un contrat de 4 ans au Saski Baskonia Caja Laboral qui évolue en Liga ACB, la première division espagnole.
Lors de la saison 2013-2014, Pleiss est nommé meilleur joueur de la Liga lors des 2e, 8e, 9e, 16e et 34e journées.
En mars 2014, il marque 30 points et prend 13 rebonds pour une évaluation de 43 dans la défaite de Laboral Kutxa face à l'Olimpia Milan en Euroligue.
En août 2014, Pleiss rejoint le FC Barcelone avec un contrat de deux ans.
Lors de la saison 2014-2015, Pleiss est nommé meilleur joueur de la Liga lors de la 11e journée.
Le 9 juillet 2015, il signe en NBA au Jazz de l'Utah.
Durant l'été 2016, il participe aux qualifications pour l'EuroBasket 2017.
Le 26 août 2016, il est échangé, avec deux futurs seconds tours de draft 2017 contre Kendall Marshall aux 76ers de Philadelphie.
En septembre 2016, Pleiss signe un contrat d'un an avec Galatasaray, club turc qui dispute l'Euroligue.
En juillet 2017, Pleiss rejoint le Valencia Basket Club, champion d'Espagne en titre, où il signe un contrat de deux ans.
À l'été 2018, Pleiss quitte Valencia et signe un contrat d'un an avec une année supplémentaire en option avec l'Anadolu Efes Spor Kulübü, club turc. Il prolonge son contrat au mois de juillet 2020 pour deux saisons supplémentaires avec une troisième en option.

## Palmarès
- Champion de Turquie : 2019, 2021
- Vainqueur de l'Euroligue 2020-2021 et 2021-2022 avec l'Anadolu Efes.
- Vainqueur de la coupe de Turquie en 2022

## Statistiques

### Saison régulière NBA
| Saison    | Équipe | Matchs | Titul. | Min./m | % Tir | % 3pts | % LF  | Rbds/m. | Pass/m. | Int/m. | Ctr/m. | Pts/m. |
| --------- | ------ | ------ | ------ | ------ | ----- | ------ | ----- | ------- | ------- | ------ | ------ | ------ |
| 2015-2016 | Utah   | 12     | 0      | 6,8    | 44,0  | 0,0    | 100,0 | 1,25    | 0,17    | 0,08   | 0,17   | 2,00   |
| Total     | Total  | 12     | 0      | 6,8    | 44,0  | 0,0    | 100,0 | 1,25    | 0,17    | 0,08   | 0,17   | 2,00   |

### Saison régulière D-League
| Saison    | Équipe | Matchs | Titul. | Min./m | % Tir | % 3pts | % LF | Rbds/m. | Pass/m. | Int/m. | Ctr/m. | Pts/m. |
| --------- | ------ | ------ | ------ | ------ | ----- | ------ | ---- | ------- | ------- | ------ | ------ | ------ |
| 2015-2016 | Idaho  | 28     | 28     | 31,5   | 58,3  | 31,6   | 87,7 | 10,43   | 1,61    | 0,46   | 1,43   | 12,32  |
| Total     | Total  | 28     | 28     | 31,5   | 58,3  | 31,6   | 87,7 | 10,43   | 1,61    | 0,46   | 1,43   | 12,32  |

## Records sur une rencontre en NBA
Les records personnels de Tibor Pleiss, officiellement recensés par la NBA sont les suivants :
| Type de statistique        | Saison régulière (NBA) | Saison régulière (NBA)                      | Saison régulière (NBA)           | Saison régulière (D-League) | Saison régulière (D-League)                    | Saison régulière (D-League)       |
| Type de statistique        | Record                 | Adversaire                                  | Date                             | Record                      | Adversaire                                     | Date                              |
| -------------------------- | ---------------------- | ------------------------------------------- | -------------------------------- | --------------------------- | ---------------------------------------------- | --------------------------------- |
| Points                     | 8                      | @ Spurs de San Antonio                      | 6 janvier 2016                   | 24                          | Spurs d'Austin                                 | 12 mars 2016                      |
| Paniers marqués            | 3                      | Grizzlies de Memphis @ Spurs de San Antonio | 2 janvier 2016 6 janvier 2016    | 11                          | Spurs d'Austin                                 | 12 mars 2016                      |
| Paniers tentés             | 7                      | @ Spurs de San Antonio                      | 6 janvier 2016                   | 15                          | Spurs d'Austin                                 | 12 mars 2016                      |
| Paniers à 3 points réussis |                        |                                             |                                  | 1                           | 6 fois                                         |                                   |
| Paniers à 3 points tentés  | 1                      | Rockets de Houston @ Nets de Brooklyn       | 4 janvier 2016 22 janvier 2016   | 2                           | 4 fois                                         |                                   |
| Lancers francs réussis     | 2                      | @ Spurs de San Antonio                      | 6 janvier 2016                   | 5                           | 5 fois                                         |                                   |
| Lancers francs tentés      | 2                      | @ Spurs de San Antonio                      | 6 janvier 2016                   | 6                           | Legends du Texas                               | 9 décembre 2015                   |
| Rebonds offensifs          | 3                      | Rockets de Houston                          | 4 janvier 2016                   | 6                           | 3 fois                                         |                                   |
| Rebonds défensifs          | 5                      | Grizzlies de Memphis                        | 2 janvier 2016                   | 14                          | D-Fenders de Los Angeles Drive de Grand Rapids | 8 février 2016 19 février 2016    |
| Rebonds totaux             | 6                      | Grizzlies de Memphis                        | 2 janvier 2016                   | 18                          | D-Fenders de Los Angeles                       | 8 février 2016                    |
| Passes décisives           | 1                      | Grizzlies de Memphis @ Spurs de San Antonio | 2 janvier 2016 6 janvier 2016    | 5                           | @ Spurs d'Austin D-Fenders de Los Angeles      | 29 janvier 2016 8 février 2016    |
| Interceptions              | 1                      | @ Spurs de San Antonio                      | 6 janvier 2016                   | 2                           | 3 fois                                         |                                   |
| Contres                    | 1                      | @ Magic d'Orlando Lakers de Los Angeles     | 13 novembre 2015 16 janvier 2016 | 6                           | @ Spurs d'Austin                               | 29 janvier 2016                   |
| Balles perdues             | 3                      | Lakers de Los Angeles                       | 16 janvier 2016                  | 6                           | Blue d'Oklahoma City @ Jam de Bakersfield      | 1er décembre 2015 26 février 2016 |
| Minutes jouées             | 24                     | @ Spurs de San Antonio                      | 6 janvier 2016                   | 44                          | D-Fenders de Los Angeles                       | 8 février 2016                    |

- Double-double : aucun (au terme de la saison NBA 2015-2016)
- Triple-double : aucun.